# Famille Tassin
Pour les articles homonymes, voir Tassin.
 (novembre 2024).
La famille Tassin est une famille française originaire de la ville d'Orléans.
La branche issue de Prosper Augustin (1728-1814) figure parmi la noblesse française subsistante.
Celle de André-Louis-Marie (1775-1834) fût titrée sous la Restauration. 
Les autres branches sont demeurées ni nobles ni titrées.

## Histoire

### Origines
Entre le XVe siècle et le XVIIe siècle, cette famille de la bourgeoisie d'Orléans a fourni à la ville des maires, des échevins, des négociants dans le sucre et la laine d'Espagne, des ecclésiastiques, un propriétaire de la fameuse hostellerie de la Herse d'or au début du XVIIe siècle et des banquiers à Paris.

### Une fortune portée par le sucre des colonies
La raffinerie de sucre orléanaise Tassin profitait de l'acheminement de la canne à sucre en provenance des colonies, débarquée à Nantes puis transportée sur la Loire jusqu'à Paris, une route privilégiée car, avant la Révolution industrielle du XIXe siècle et la démocratisation de la vapeur, la Seine restait une voie commerciale longue, risquée et coûteuse.

À gauche, la connexion fluviale entre Paris et la Loire via le canal d'Orléans et le canal du Loing.

La moscouade, extrait de la canne à sucre, était transformée grâce à la technique importée à Orléans par le hollandais Vandebergue, cousin par mariage des Tassin. Orléans, dont le port est devenu port annexe de Paris depuis qu'un canal fut creusé sur ordre de Henri IV permettant de rejoindre le canal du Loing à Montargis et le canal de Bourgogne à Briare, et donc de diffuser ses denrées dans tout le royaume, vit son commerce exploser avec le commerce des colonies grâce à l'investissement de quelques familles orléanaises : les Colas des Francs dans le tabac, les Jacque de Mainville avec les indiennes et le coton, les Miron et les épices, les Baguenault de Puchesse avec la laine, les Le Grand de Boislandry avec Charles Robert de Boislandry pour les étoffes. Quant à l'industrie sucrière, les Tassin de Charsonville sont localement en concurrence avec les Compaing de Barberonville et les Vandebergue de Villebouré[réf. nécessaire].
C'est surtout sous le règne de Louis XVI, que le sucre d'Orléans acquit alors une grande réputation dans le royaume. Il fut traité en si grande quantité que les sous-produits de la fabrication, dont la mélasse, le gros sirop et le tafia, suffirent à constituer des branches nouvelles pour le commerce orléanais[réf. nécessaire]. La prospérité de la ville a donc été très liée au raffinage du sucre des Antilles dont la production était distribuée dans tout le royaume, mais principalement dans la moitié nord de la France et la Bourgogne grâce au canal d'Orléans.
Les Tassin donnèrent de nombreuses branches issues des différents domaines familiaux dans l'Orléanais, le Blésois ou le pays chartrain, obtenus par mariage ou par achat : les Tassin de Charsonville (la branche aînée), les Tassin de Montaigu, les Tassin de Villepion, les Tassin de Saint-Péreuse, les Tassin de Nonneville, les Tassin de Moncourt, les Tassin de Villiers, les Tassin de Beaumont, les Tassin du Chesne, les Tassin des Hauts-Champs, les Tassin du Bois Saint-Martin ou les Tassin de Maupas. 
Alfred Tassin de Nonneville compagnon de la Libération, Pierre Tassin de Saint-Péreuse[réf. nécessaire].

### Siècle des Lumières et apogée des Tassin
Au XVIIIe siècle, la fortune financière et commerciale de la famille permit à ses différents membres d'acquérir d'importants fiefs en Beauce et d'atteindre l'anoblissement (uniquement pour la branche de Prosper Augustin, les autres branches étant demeurées non-nobles ou fut titrée sans anoblissement) par des offices et des fonctions dans l'administration royale. La première acquisition fut la châtellenie de Charsonville avec son château très diminué par les Guerres de religion au XVIe siècle ainsi que le château de Lorges. Ces deux fiefs appartenaient à la maison de Durfort qui vendit leurs terres de Beauce, acquises au XVIIIe siècle par les Tassin d'Orléans. Ils furent également propriétaires des châteaux de Villepion en Eure-et-Loir, de la Renardière à Baccon, du Bailly à Mézières-lez-Cléry, des Chalets à Saint-Jean-le-Blanc et de Montambert à Vannes-sur-Cosson[réf. nécessaire].

## Liens de filiation entre les personnalités

### Branche Tassin de La Chaussée
- Charles Tassin de La Chaussée (1696-1765), maire d'Orléans de 1754 à 1757.

### Branche Tassin de Charsonville
- Prosper Augustin Tassin de Charsonville (1728-1814), seigneur de Charsonville et de la Renardière à Baccon, capitaine des chasses de Sologne du duc d'Orléans, conseiller secrétaire du Roy à la cour des Aydes de Montauban, raffineur de sucre avec son beau-frère, Pierre Philippe Jean Miron, seigneur de Poisioux et du Coudray. Il épousa Madeleine Monique Seurrat de La Barre - fille d'Étienne Augustin Seurrat de La Barre, raffineur à Orléans en 1760, seigneur de La Grand-Cour, président de la juridiction consulaire d'Orléans - et cousine de Jacques-Isaac Seurrat de La Boulaye. Il eut, entre autres, un fils : Étienne Augustin Tassin de Charsonville, raffineur de sucre également, mais qui dut fermer les raffineries familiales en 1816 à la suite du blocus anglais contre Napoléon Ier qui eut pour effet de bloquer l'approvisionnement de canne à sucre. Mécène de Jean-Baptiste Perronneau, il fit portraiturer plusieurs membres de sa famille par ce pastelliste de renom et son portrait est au musée du Louvre, dans la salle des pastels XVIIIe siècle, au côté de celui de la Marquise de Pompadour.
- Charles François Tassin de Charsonville (1723-1804), fils de Charles Tassin de La Chaussée, seigneur de Lorges en Beauce, grand-maître des Eaux et Forêts de la généralité d'Orléans, un des principaux raffineurs de sucre de la ville. Sa résidence orléanaise est « la Grande Babylone », située rue d'Escures à Orléans (aujourd'hui siège régional de la Caisse d'épargne), et il fait construire pour ses fils deux hôtels situés aux no 1 et no 3 rue de La Bretonnerie à Orléans (hôtel Tassin de Villiers et hôtel Tassin de Moncourt)

Les deux cousins Tassin de Charsonville constituèrent également une collection de tableaux, non seulement grâce au soutien de leur cousin peintre, Aignan-Thomas Desfriches, mais également parce qu'Orléans de par sa prospérité, devint une place intellectuelle et artistique importante dans le royaume. Nombre de ces œuvres ont été léguées par leurs descendants au musée des Beaux-Arts d'Orléans et ont contribué à la qualité du fonds XVIIIe siècle de ce musée.
- André-Louis-Marie Tassin de Nonneville (1775-1835), adjoint au maire d'Orléans, maître des requêtes au Conseil d'État, préfet de la Loire de 1815 à 1823, d'Indre-et-Loire de 1823 à 1828, puis de Vaucluse[4]. Commandeur de la Légion d'honneur.

### Branche Tassin de Montaigu

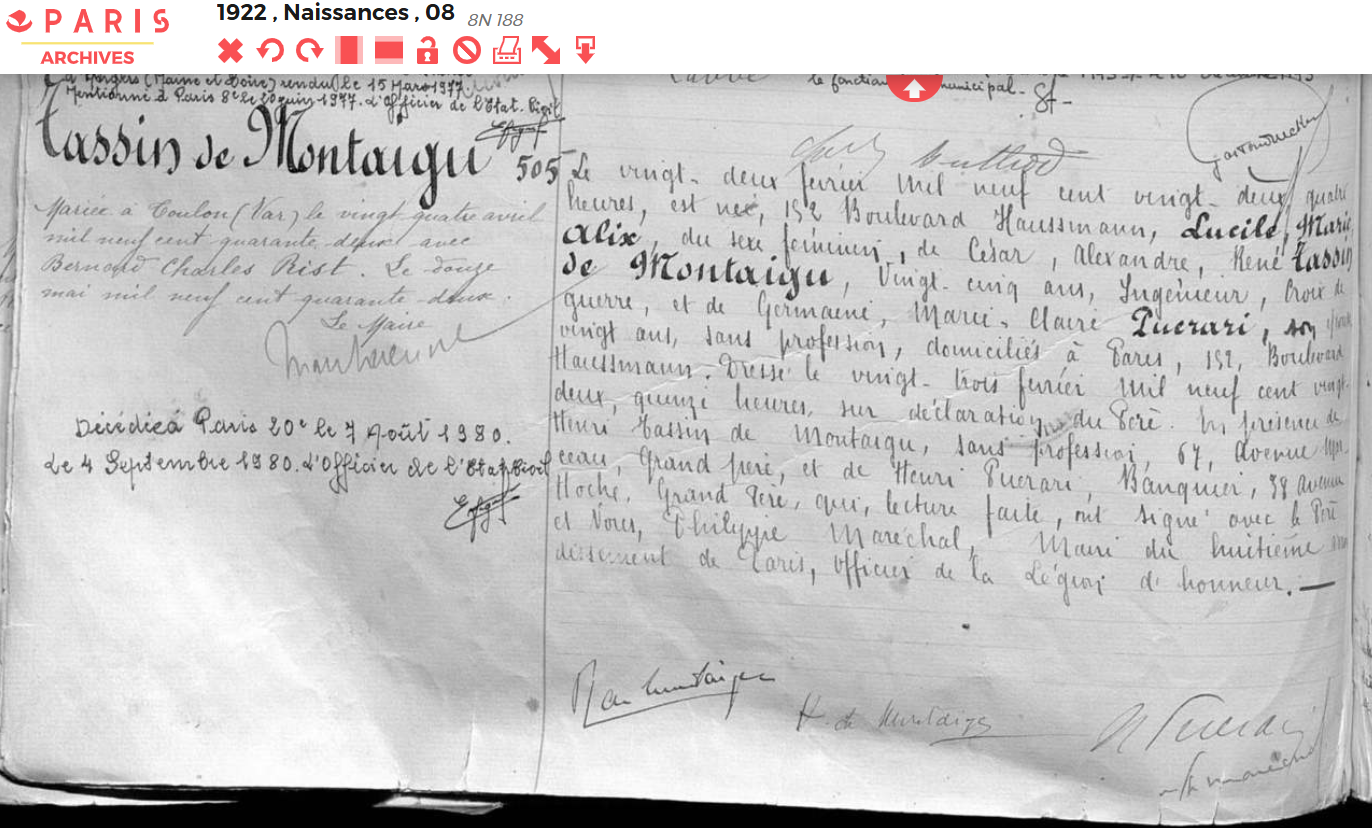
Acte de naissance de Lucile Marie Alix Tassin de Montaigu, dite Alix Rist, le 22 février 1922 à Paris.

- Pierre Aignan Stanislas Tassin de Montaigu (1762- ) épouse Sophie Jogues.
  - Aignan Charles Tassin de Montaigu (1792-1857) épouse en 1836 Marie Félicité Augustine Thaïs Jullien de Saumery.
    - Henri Tassin de Montaigu (1837-1915) épouse Claire Perraud
      - Louis Henri Emmanuel Tassin de Montaigu (1870-mort pour la France en 1914) épouse en 1902 Marie Froger des Chesnes.
        - Hubert Tassin de Montaigu (1904-1996) épouse en 1935 Bernadette de Quatrebarbes.
          - Emmanuel Tassin de Montaigu (1937-2022), époux de Françoise Gallimard.
            - Thibault de Montaigu (1978), écrivain et journaliste.

  - Jules Tassin de Montaigu épouse Blanche de Cordebœuf.
    - Henri Tassin de Montaigu épouse Constance Brugière de Barante.
      - René Tassin de Montaigu (1897-1994), ingénieur des Mines et membre du Conseil économique et social. Il épouse Marie Claire Puerari.
        - Lucile Marie Alix Tassin de Montaigu dite Alix Rist (1922-1980), artiste.

### Branche Tassin de Saint-Péreuse
- Pierre Tassin de Saint-Péreuse (1910-1995), officier de l'Armée de l'air, compagnon de la Libération.
- Renaud François Melchior Tassin de Saint-Péreuse (1915-2002), général français.

## Armes
La famille Tassin portait à l'origine un blason « d’argent au chevron d’azur accompagné en chef d’un croissant entre deux étoiles et en pointe d’une aigle essorante, la tête contournée, tous de sable »,.
Au XVIIIe siècle, la branche de Saint-Péreuse l'a ensuite réformé avec « un chevron de gueules, sommé d’un croissant d’azur, et accompagné en chef de deux étoiles de même et, en pointe, d’une aigle essorante, regardante et contournée de sable »,.
Enfin, au moment de la Restauration monarchique, le vicomte de Nonneville adopta « un chevron de gueules, surmonté d’un croissant du même, et accompagné en chef de deux étoiles d’azur et en pointe d’un lis de jardin de sable »,.

Blason originel de la famille.
Blason de la branche subsistante de Saint-Péreuse.
Blason du vicomte André-Louis-Marie Tassin de Nonneville (Restauration).

L'écu est surmonté d'une couronne de comte et supporté par un lion assis et un lion couché.